# Манеры выживать 5+
«Манера выживать 5+» — японский фильм 2004 года.

## Сюжет
Картина разворачивается вокруг нескольких людей, взаимосвязанных между собой совершенно загадочным образом. Мужчина, чья жена снова и снова возвращается домой после смерти. Гипнотизер и специалист по рекламе. Группа из трёх грабителей и наёмный убийца (Винни Джонс).

## Актеры
- Винни Джонс
- Иттоку Кисибэ
- Сонни Тиба
- Таданобу Асано
- Ёси Ёси Аракава
- Хироси Абэ